# Revolta de Asen e Pedro
A Revolta de Asen e Pedro (em búlgaro:  Въстание на Асен и Петър) foi uma revolta dos búlgaros e valáquios que viviam no Tema de Parístrio no Império Bizantino, provocada principalmente por conta de um aumento dos impostos. Ela começou na virada de 1185 para 1186 e terminou com a criação do Segundo Império Búlgaro, governado pela dinastia Asen.

## História
Isaac II Ângelo, com o objetivo de levantar dinheiro para o casamento da filha do rei Bela III da Hungria, aplicou um novo imposto que recaiu pesadamente sobre a população dos montes Hemo. Eles enviaram dois de seus líderes, Pedro e Asen, para negociar com o imperador em Cípsela (atual İpsala) na Trácia. Eles pediram para serem adicionados ao rol do exército bizantino e que lhes fossem concedidas mais terras perto de Hemo para que pudessem conseguir os meios para pagar o novo imposto. O pedido foi negado e ambos foram tratados de forma desrespeitosa. A reação dos dois foi ameaçar uma revolta.
Após o retorno de ambos, muitos dos que então protestavam estavam inseguros em se juntar à rebelião. Os irmãos Pedro e Asen construíram a Igreja de São Demétrio de Tessalônica em Tarnovo, dedicada a São Demétrio, que era tradicionalmente considerado como sendo o santo padroeiro de Tessalônica, e alegaram que o santo não mais apoiava os bizantinos: "Deus decidiu libertar os búlgaros e o povo valáquio e libertá-los do jugo que eles carregaram por tanto tempo". Esta alegação foi um fator decisivo para persuadir seus seguidores a atacarem as cidades bizantinas, fazendo prisioneiros e tomando o gado. Preslav, a capital do Primeiro Império Búlgaro, foi tomada e, foi depois deste incidente simbólico que Pedro assumiu a insígnia de tsar ("imperador").
Na primavera de 1186, Isaac iniciou seu contra-ataque e, a princípio, teve sucesso. Durante a eclipse solar de 21 de abril de 1186, os bizantinos conseguiram atacar com sucesso os rebeldes, muitos dos quais fugiram para o norte do Danúbio e fazendo contado com os cumanos. Num gesto simbólico, Isaac II entrou na casa de Pedro e tomou o ícone de São Demétrio, reconquistando assim as graças do santo. Ainda sob a ameaça de uma emboscada vinda das montanhas, Isaac retornou rapidamente para Constantinopla para celebrar sua vitória. Por isso, quando os exércitos dos búlgaros e valáquios retornaram, reforçados agora pelos cumanos, encontraram a região indefesa e reconquistaram não apenas o antigo território, mas toda a Mésia, um passo considerável para a formação de um novo estado búlgaro.
O imperador agora confiou a direção da guerra ao seu tio, João Ducas, o sebastocrator, que já conseguira diversas vitórias contra os rebeldes, mas que terminou também se revoltando. Ele foi substituído pelo cunhado do imperador, João Cantacuzeno, um bom estrategista, mas ainda pouco familiar com as táticas de guerrilha utilizada pelas tropas montanhesas búlgaras. Seu exército foi emboscado, com severas perdas, após perseguir estupidamente os rebeldes até as montanhas.
O terceiro general a cargo da guerra contra os rebeldes foi Aleixo Branas, que também se revoltou contra Constantinopla. Isaac o derrotou com a ajuda de um segundo cunhado, Conrado de Monferrato, mas toda esta confusão interna tirou-lhe a atenção dos rebeldes e Isaac só conseguiu montar um novo exército em setembro de 1187. Os bizantinos conseguiram então algumas vitórias menores antes do inverno, enquanto que os rebeldes, ajudados pelos cumanos e empregando suas táticas de guerra na montanha, ainda mantinham a vantagem.
Na primavera de 1188, Isaac atacou a fortaleza de Lovech, mas não conseguiu capturá-la mesmo após um cerco de três meses. As terras entre o Hemo e o Danúbio estavam agora completamente fora do controle bizantino. A única consolação do imperador foi manter, como reféns, a esposa de Asen e João (o futuro Joanitzes da Bulgária), irmão dos dois novos líderes do estado búlgaro.